# ۱۸۳۸
۱۸۳۸ (میلادی) هزار و هشتصد و سی و هشتمین سال تقویم میلادی است.

## رویدادها
- ۱۹ ژوئن – اشغال جزیرهٔ خارک توسط نیروی دریایی انگلستان
- ۹ سپتامبر – عقب‌نشینی محمدشاه قاجار از محاصرهٔ هرات

## زادگان
- ۶ فوریه – هنری ایروینگ، بازیگر بریتانیایی (د. ۱۹۰۵)
- ۱۸ فوریه – ارنست ماخ، فیزیک‌دان اتریشی (د. ۱۹۱۶)
- ۳ مارس – جورج ویلیام هیل، ستاره‌شناس و ریاضی‌دان آمریکایی (د. ۱۹۱۴)
- ۱۱ مارس – اکوما شیجنوبا، دیپلمات ژاپنی (د. ۱۹۲۲)
- ۱۴ ژوئن – یاماگاتا آریتومو، سیاست‌مدار ژاپنی (د. ۱۹۲۲)
- ۲۵ اکتبر – ژرژ بیزه، آهنگساز فرانسوی (د. ۱۸۷۵)
- ۳۰ دسامبر – امیل لوبه، سیاست‌مدار فرانسوی (د. ۱۹۲۹)
- ۲ سپتامبر – لیلیوکالانی، نویسنده آمریکایی (د. ۱۹۱۷)

## درگذشتگان
- ۱۷ مه – شارل-موریس دو تالیران-پریگور، سیاست‌مدار، دیپلمات، و کشیش فرانسوی (ز. ۱۷۵۴)
- ۲۷ سپتامبر – برنارد کورتویس، شیمی‌دان فرانسوی (ز. ۱۷۷۷)
- ۲۱ فوریه – سیلوستر دوساسی، نویسنده، زبان‌شناس، کتابدار، و سیاست‌مدار فرانسوی (ز. ۱۷۵۸)
- ۱ سپتامبر – ویلیام کلارک (جستجوگر)، سرباز، کاشف، و سیاست‌مدار آمریکایی (ز. ۱۷۷۰)